# Valea Viilor
Valea Viilor là một xã thuộc hạt Sibiu, România. Dân số thời điểm năm 2002 là 2034 người.